# Доменика Монтеро
Доменика Монтеро (исп. Domenica Montero) — мексиканская 97-серийная мелодрама 1978 года производства телекомпании Televisa.

## Сюжет
Доменика Монтеро — красивая, сильная, решительная и сильная молодая девушка, которая в детстве потеряла обоих родителей. Родители оставили ей в наследство красивый особняк, в котором она провела детство и юность. Её воспитала её родная тётя Анхелика, которая любит её как свою дочь, но её родная дочь Норма завидует своей двоюродной сестре и постоянно ставит своей матери палки в колёса, чтобы она не любила свою племянницу так, как её. Прошло какое-то время и Доменика Монтеро познакомилась с Максом, которого интересуют только её деньги и особняк. Она хочет выйти за него замуж, не зная, что у него уже были романтические отношения с её сестрой Нормой, но когда она узнала новость, она решила покинуть свой родной особняк и поселиться в поле в уединении, там же она открыла свою ферму и превратилась из чувствительной женщины в холодную и жестокую особу, ненавидящую всех мужчин, мужчины стали бояться Доменику Монтеро как огня. Хенаро, её сосед по ферме пытался сблизиться с ней, но в ответ получил унижения и жестокие обращения. В конце концов Доменика Монтеро встретила любовь всей её жизни — Хосе Марию Роблеса Ольмоса, но неожиданное возвращение Макса и интриги Хенаро и Нормы осложнят ситуацию, но любовь Доменики Монтеро и Хосе Марии Роблеса Ольмоса окажется сильнее.

## Создатели телесериала

### В ролях
- Иран Йори — «Доменика Монтеро Кампо-Миранда»
- Рохелио Герра — «Хосе Мария Роблес Ольмос»
- Ракель Ольмедо — «Норма Орналес Кампо-Миранда»
- Хавьер Марк — «Хенаро Пенья»
- Росарио Гальвес — «Донья Анхелика Кампо-Миранда, вдова Орналес»
- Гастон Тусет — «Макс Ордоньес Переа»
- Антонио Браво — «Дон Андрес»
- Беатрис Агирре — «Донья Мерседес Ольмос Валенсия, вдова де Роблес»
- Грасиэла Бернардос — «Ниевес»
- Аурора Молина — «Флора»
- Алехандро Рабаго — «Эрнесто»
- Лусиано Эрнандес де ла Вега — «адвокат Сан Генис»
- Хосе Элиас Морено — «Педро»
- Алисия дель Лаго — «Николаса»
- Барбара Корсега — «Росарио»
- Сокорро Бонилья — «Чачис»
- Антонио Мигель — «Падре Хуан»
- Патрисия Мартинес — «Леонор»
- Мигель Анхель Гихлиасса — «Пакито»
- Амалия Льерго
- Блас Гарсия
- Эрнесто Яньес

### Административная группа
- оригинальный текст: Инес Родена
- либретто: Каридад Браво Адамс
- режиссёр-постановщик: Лоренсо де Родас
- продюсер: Валентин Пимштейн